# Johann Hinrich Bachmann
Johann Hinrich Bachmann (* 18. Jahrhundert; † 1832) war ein deutscher Kaufmann und Unternehmer. Er war Inhaber des Handelshauses J.H. Bachmann in Bremen und leitete das Unternehmen langjährig.

## Leben

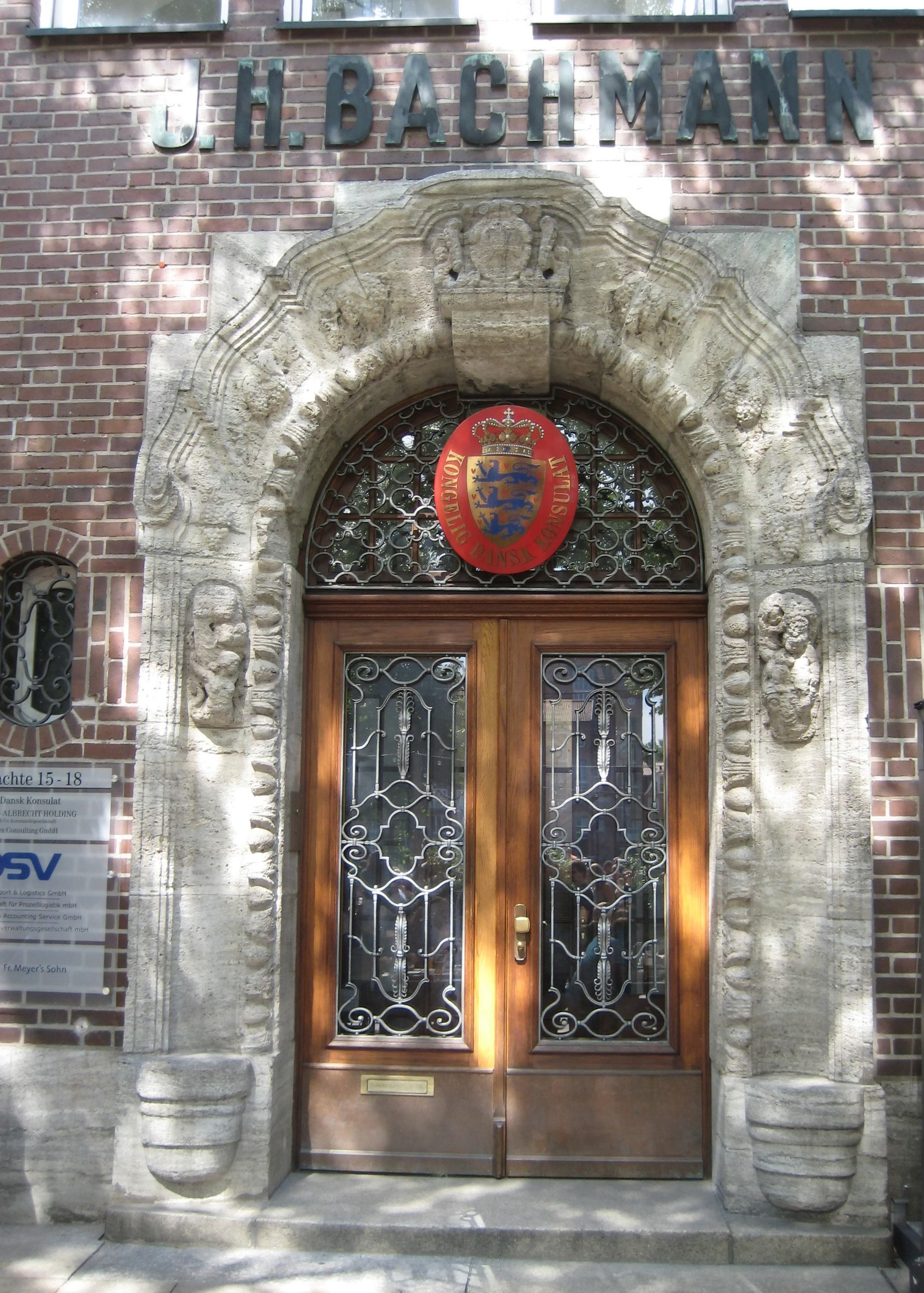
Eingangsportal des ehemaligen Firmensitzes von J.H. Bachmann in Bremen (Foto von 2011).

Johann Hinrich Bachmann wurde als Sohn des Kaufmanns Johann Christoph Bachmann (1748–1814) geboren. Sein Vater hatte 1775 in Bremen ein Handelshaus für englische Manufakturwaren gegründet und handelte seitdem vor allem mit importierten Seidenwaren. Als infolge der 1806 von Napoleon verhängten Kontinentalsperre der Handel mit England zum Erliegen kam, wandelte sich das väterliche Import- und Handelshaus zum Speditionsbetrieb und stieg außerdem in den Weinhandel ein; den Schwerpunkt bildeten Rotweine aus dem südwestfranzösischen Bordeaux, hinzu kamen Südweine und Spirituosen.
Nach dem Tod seines Vaters im Jahr 1814 übernahm er in zweiter Generation die Firma und gab ihr 1825 den Firmennamen J.H. Bachmann (JHB). Das Familienunternehmen ging nach dem frühen Tod von Johann Hinrich Bachmann im Jahr 1832 an dessen Vetter Johann Christoph Dubbers über, der später die Witwe von Johann Hinrich Bachmann heiratete und der den Firmennamen nicht mehr änderte.
Insgesamt blieb das Unternehmen mehr als 220 Jahre im Besitz der Familie „Bachmann/Dubbers“, wobei der Weinhandel 1972 an die Firma Bols verkauft wurde. Das Speditions- und Logistikgeschäft wurde bis zuletzt unter dem auf den Firmengründer und dessen Sohn Johann Hinrich Bachmann zurückgehenden Firmennamen J.H. Bachmann betrieben, auch nach dem 1996 erfolgten Verkauf und unter dann wechselnden Besitzern bis zum Übergang der Firma im Jahr 2006/07 in den dänischen Logistikkonzern DSV A/S. Der traditionsreiche Firmenname ist heute noch über dem Eingangsportal des 1913 erstellten und 1948 wiederaufgebauten Kontorhauses des ehemaligen Unternehmens an der Schlachte in Bremen zu lesen (siehe Bild).